# بخش ولیکولوسسکی
بخش ولیکولوسسکی (به لاتین: Velikoluksky District) یک منطقهٔ مسکونی در روسیه است که در استان پسکوف واقع شده‌است.